# Allianz Stadium (Turyn)
Allianz Stadium (wcześniej znany jako Juventus Stadium) – stadion piłkarski w Turynie, we Włoszech. Może pomieścić 41 254 widzów. Swoje spotkania rozgrywa na nim Juventus F.C. Obiekt powstał w latach 2009–2011 w miejsce wyburzonego Stadio delle Alpi i został zainaugurowany 8 września 2011 roku spotkaniem towarzyskim Juventusu z Notts County, zakończonym remisem 1:1. Jest to pierwszy w historii włoskiego futbolu stadion należący w całości do klubu. Wszystkie pozostałe zespoły rozgrywają mecze na stadionach miejskich. Obiekt był areną meczu finałowego Ligi Europy w sezonie 2013/2014. Od 1 lipca 2017 roku na podstawie porozumienia z grupą ubezpieczeniową Allianz, stadion nosi nazwę Allianz Stadium.